# Suspensión de sulfato de bario
La suspensión de sulfato de bario, a menudo llamada simplemente bario, es un agente de contraste a base de bario utilizado durante las radiografías. En concreto, se utiliza para mejorar la visualización del tracto gastrointestinal (esófago, estómago, intestinos) en radiografías simples o tomografías computarizadas. Consiste en sales de sulfato de bario microcristalizado en agua con un agente de suspensión que evita la sedimentación de las partículas. Se toma por vía oral o se utiliza por vía rectal.
Los efectos secundarios incluyen estreñimiento, diarrea, apendicitis y, si se inhala, inflamación de los pulmones. No se recomienda en personas con perforación intestinal u obstrucción intestinal. Las reacciones alérgicas son raras. El uso de bario durante el embarazo es seguro para el bebé; sin embargo, las radiografías pueden producir daños. La suspensión de sulfato de bario se suele hacer mezclando polvo de sulfato de bario con agua. Es un medio de contraste no yodado.

## Historia
El sulfato de bario se conoce desde la Edad Media. En Estados Unidos, su uso médico se había generalizado en 1910. Consiste en sales inorgánicas inertes del elemento químico bario. Se obtiene a partir de la barita (sulfato bárico impuro) y de la witherita (carbonato bárico). Como aditivos para mejorar su presentación y distribución se usa principalmente el coloide Goba 81, así como metilcelulosa, carboximetil celulosa, gomas y pectina, entre otros.
Se encuentra en la Lista de medicamentos esenciales de la Organización Mundial de la Salud. El coste al por mayor en los países en vías de desarrollo es de unos 37,80-79,33 dólares por kilogramo. En Estados Unidos, un ciclo de tratamiento no es muy caro. Algunas versiones contienen aromas para mejorar su sabor.

## Usos médicos
Las suspensiones de sulfato de bario son los contrastes de elección para su administración antes o durante una tomografía computarizada o un estudio fluoroscópico para permitir una mejor visualización del tracto gastrointestinal, como en el enema opaco. Posee una buena opacidad frente a los rayos X lo que permite visualizar tramos que puedan verse ocultas tras la columna de contraste.
En la serie gastrointestinal superior, se le indica al paciente que no ingiera nada por via oral: abstenerse de comer y beber (ayuno), con excepción de beber la suspensión de sulfato de bario a su debido tiempo. La duración de este ayuno puede variar según las instrucciones del centro de diagnóstico por imágenes y el área del cuerpo que se va a escanear, pero generalmente dura varias horas antes de la exploración. El paciente generalmente se salta una comida y se abstiene de todos los líquidos, claros o no, durante este tiempo.
El consumo de la suspensión de sulfato de bario comienza entre 90 minutos y dos horas antes de la exploración por TC o fluoroscopia. Para realizar una Deglución de Bario o Disfagiagrama, el bario se consume después de que comienza el estudio para discernir si el paciente tiene dificultades para tragar o masticar. El consumo se realiza de forma paulatina, comenzando dos horas antes de la exploración, con niveles marcados en el recipiente provisto que indican cuánto se debe consumir entre cada una de las dos horas previas a la prueba. Se reserva una pequeña porción de la suspensión para los minutos previos a la prueba, para garantizar que se cubra la mayor parte posible del tracto gastrointestinal durante el estudio.
Una vez finalizada la exploración, se insta al paciente a comer y beber normalmente, prestando especial atención a beber abundante líquido. El sulfato de bario se excreta a través de las heces, por lo que la ingesta adicional de líquidos ayuda a prevenir el estreñimiento, que es un posible efecto secundario.

## Efectos adversos
Algunos de los efectos secundarios incluyen náuseas, diarrea, sensación de debilidad, piel pálida, zumbido en los oídos, estreñimiento y vómitos. El uso de este contraste está contraindicado en individuos con la sospecha o el diagnóstico de perforación en el tracto digestivo.

## Sabor y textura
Las suspensiones orales de sulfato de bario a veces se describen como si tuvieran la consistencia de leche muy espesa o de un batido un tanto diluído. Algunos pacientes reportan la textura como un líquido calcáreo, similar al carbonato de calcio que contienen los antiácidos líquidos y con un ligero sabor medicinal.
A algunas preparados de sulfato de bario se les añaden sabores para que sean más fáciles de tolerar. En general, el sabor se considera desagradable y depende de la composición exacta de la bebida.